# Dzbądzek
Dzbądzek [pronunciación en polaco: /ˈd͡zbɔnd͡zɛk/] es un pueblo ubicado en el distrito administrativo de Gmina Goworowo, dentro del Condado de Ostrołęka, Voivodato de Mazovia, en el este de Polonia central. Se encuentra aproximadamente a 9 kilómetros al suroeste de Goworowo, a 26 kilómetros al sur de Ostrołęka, y a 77 kilómetros al noreste de Varsovia.